# Casa Girasol
La Casa Girasol, construïda l'any 2014, és un projecte de casa unifamiliar de la signatura Eduardo Cadaval & Clara Solà-Morales, situada en Punta de la Creu, 14; en Port de la Selva, a Girona.
La casa s'eleva amb vista al Mar Mediterrània, enfront de les roques de la Costa Brava, en l'ambient natural del Cap de Creus i prop de la localitat de Port de la Selva; ressaltant la peculiaritat del paisatge.
Els arquitectes responsables del projecte van voler adaptar-ho a les necessitats i desitjos dels que serien els seus propietaris i habitants.

## Descripció
Es tracta d'una construcció de formes geomètriques senzilles, cubs adherits entre si i distribuïts en un espai (d'un total de 250 metres quadrats) de manera que des de la casa es tingui vistes sobre la costa. A més la casa rep la llum del sol des de la seva sortida al seu ocàs, com un girasol que es mogués per captar al màxim l'espectre solar. Això permet una extraordinària llum natural a l'interior de la casa i una manera natural d'escalfar-la tota, ja que es va crear un pati posterior (protegit tant de la mirada dels veïns, com del vent de la Tramuntana per la mateixa construcció cúbica, totalment tancada per tots costats menys pel que dona al mar, on s'obren grans vidrieres per permetre l'entrada del sol) que capta la radiació solar per a la sala d'estar i d'aquesta, escalfar la resta de l'edificació.
Aquesta forma de distribuir els espais dona lloc a diversos compartiments irregulars, específics en la seva utilitat, tan sols la gran sala d'estar central té un ús més comunitari i ampli, la resta de cubiculums, menjador, sala, dormitoris, etc. són espais individuals.
La casa presenta dues altures, amb les habitacions i el pati exterior en la més alta i es remata amb una coberta verda amb la qual es tracta de compaginar, d'una banda el control dels canvis de temperatura a l'interior de l'habitatge, i per un altre incorporar estàndards ambientals d'alt nivell. Per sota de la zona en la qual es va construir la casa existeix una espècie de planta baixa en la qual se situa el garatge i una petita piscina amb vista al Mediterrani.
Quant als materials empleats en la seva construcció són els típics de la zona geogràfica en la qual se situa, tant per a l'estructura de la casa com per als acabats de la mateixa. Cas apart ho constitueixen els vidres utilitzats per a les grans vidrieres, ja que a causa dels forts vents de la zona, s'han empleat vidres fabricats amb tecnologies típiques dels gratacels que els de una casa unifamiliar, per la qual estaven destinats.